# Kato Precision Railroad Models
Kato (Japanska: 'Sekisui Kinzoku Co., Ltd.') är en japansk tillverkare av modelljärnvägar i skalorna H0 och N.

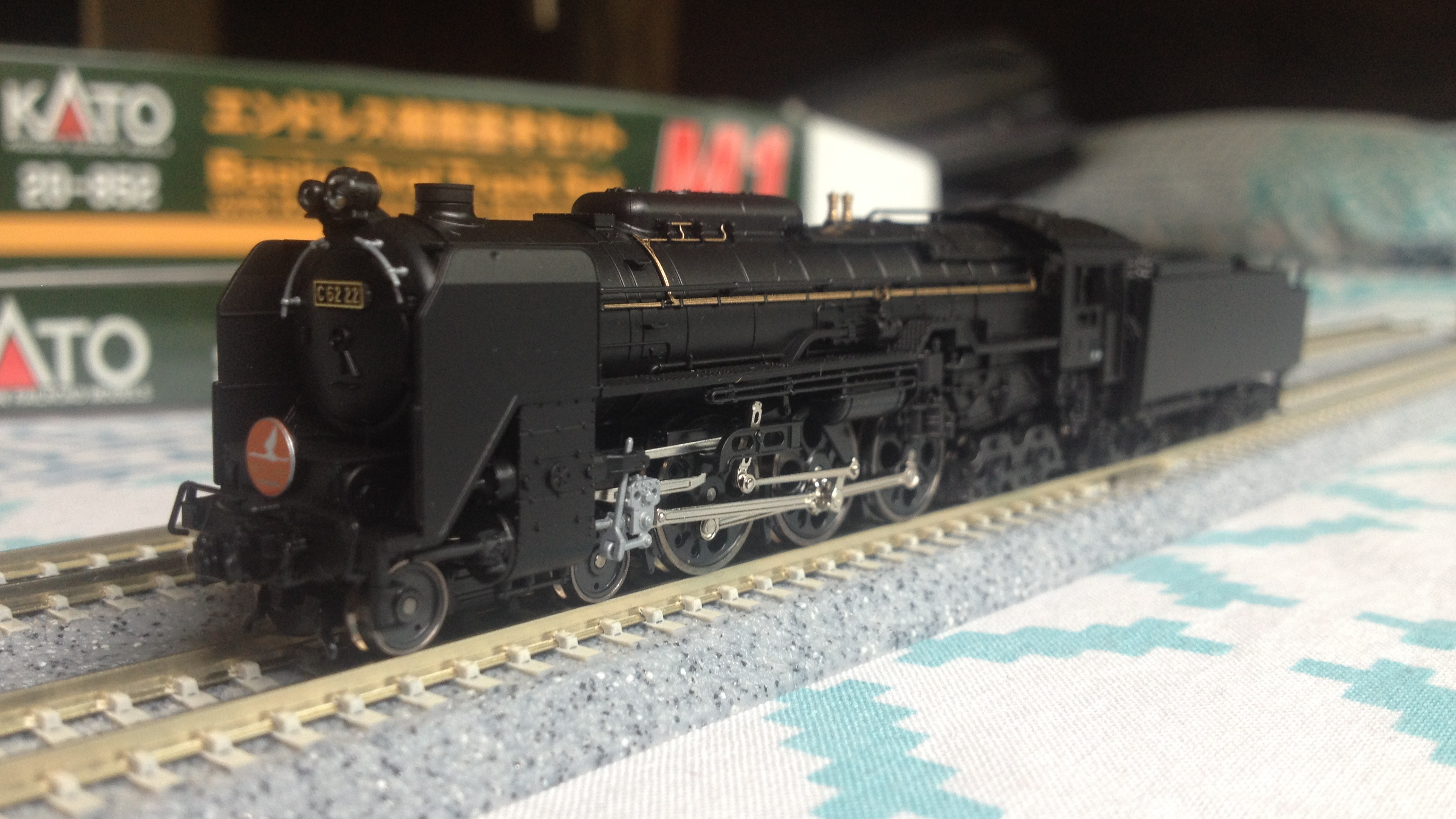
C-62
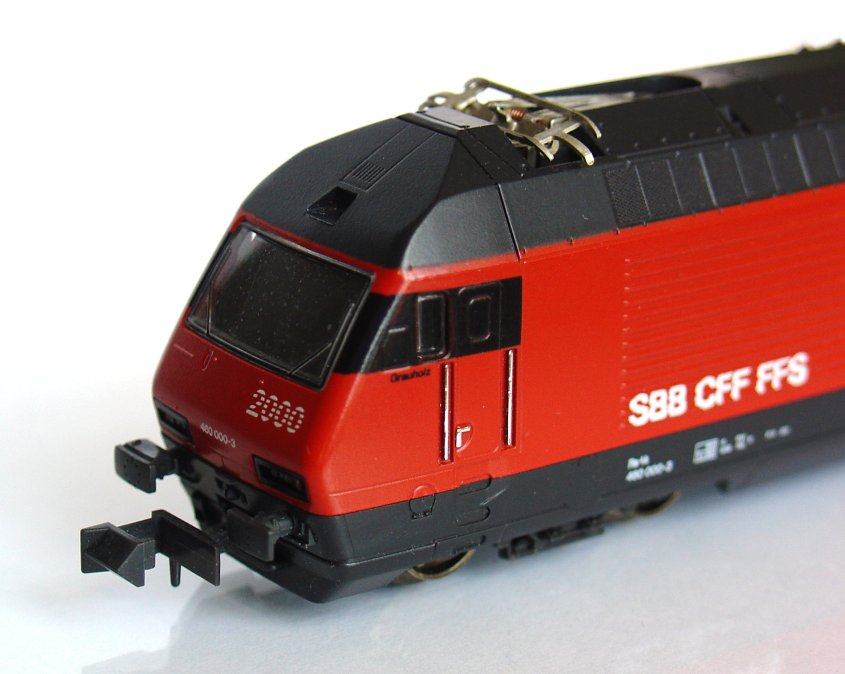
SBB Re 460
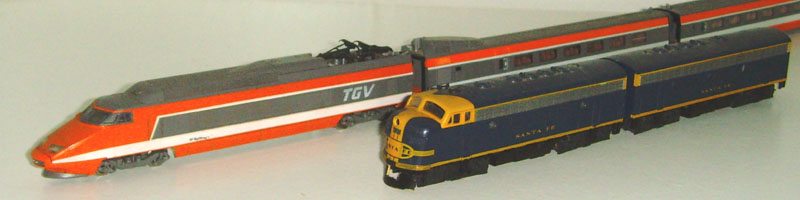
Train à grande vitesse (TGV Sud-Est/TGV-PSE) och EMD F7
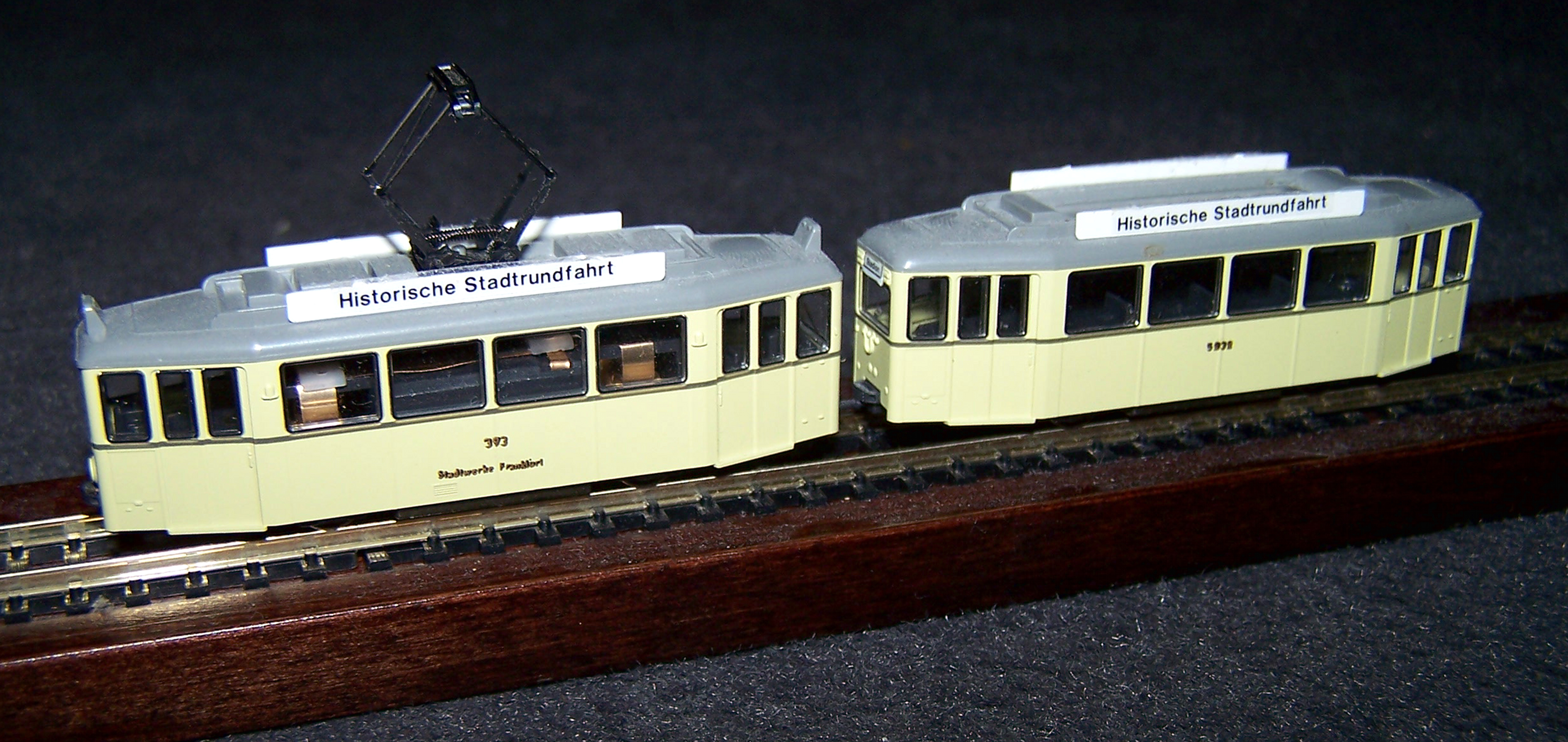
DUEWAG-Spårväg